# Nomen
Nomen (latinsky jméno) označuje celé jméno Římana, které se typicky skládalo ze tří částí, které tvořily:
- praenomen – vlastní jméno, rodné jméno, vybírané volně ze zavedeného, dosti úzkého seznamu (ani ne 20), pocházejícího z nejstarších dob Říma. Často proto postačovalo zapisovat ho iniciálou
- nomen gentile – rodové jméno, název rodu – gens, odpovídá nynějšímu příjmení, které se dědilo po otci, zpravidla původně přezdívka zakladatele rodu, např. podle povolání
- cognomen – přídomek, původně přezdívka, jméno doplňkové; někdy se přebíralo potomky a časem se z něj stávalo rovněž děděné, druhé příjmení[1]

Ke jménu se někdy připojovalo ještě druhé cognomen, zvané agnomen. 
Muž, který byl adoptován do cizí rodiny, pak na výraz své vděčnosti přibíral jméno adoptující rodiny. Úzus tvorby ženských jmen ve starověkém Římě se od popsaného lišil.

## Adopce
Když byl Říman adoptován jinou rodinou, přejal celé jméno svého adoptivního otce, ke kterému připojil odvozené jméno své vlastní rodiny. Příklady z římských dějin:
- Gaius Iulius Caesar Octavianus (císař Augustus), rozený Gaius Octavius, adoptovaný Gaiem Iuliem Caesarem.
- Mamercus Aemilius Lepidus Livianus (princeps senatus v 1. století př. n. l.), syn jistého Livia, adoptovaný rodinou Aemilii Lepidi.